# (6517) Buzzi
(6517) Buzzi (1990 BW) – planetoida z wewnętrznej części pasa głównego asteroid okrążająca Słońce w ciągu 2 lat i 245 dni w średniej odległości 1,92 j.a. Została odkryta 21 stycznia 1990 roku w Palomar Observatory przez Eleanor Helin. Nazwa planetoidy została nadana na cześć Luki Buzzi, włoskiego astronoma amatora.